# Vassy (Calvados)
Vassy – miejscowość i dawna gmina we Francji, w regionie Normandia, w departamencie Calvados. W dniu 1 stycznia 2016 roku z połączenia 14 ówczesnych gmin – Bernières-le-Patry, Burcy, Chênedollé, Le Désert, Estry, Montchamp, Pierres, Presles, La Rocque, Rully, Saint-Charles-de-Percy, Le Theil-Bocage, Vassy oraz Viessoix – utworzono nową gminę Valdallière. Siedzibą gminy została miejscowość Vassy. W 2013 roku populacja Vassy wynosiła 1891 mieszkańców. 